# Giancarlo Comastri
Giancarlo Comastri (Perugia, 31 marzo 1939 – Perugia, 8 febbraio 2019) è stato un politico e medico italiano.

## Biografia
Laureato in Medicina e specializzato in Igiene e medicina preventiva. Ha insegnato Scienze farmaceutiche e biochimica applicata alla Scuola di specializzazione dell'Università di Perugia. È stato anche primario dell'ospedale di Spoleto e direttore sanitario dell'Asl 3 umbra.
Impegnato in politica con il Partito Comunista Italiano, ha ricoperto più volte il ruolo di assessore comunale a Spoleto, città di cui è stato anche vicesindaco. Candidato al Senato della Repubblica nel 1983, inizialmente non viene eletto ma dopo la morte di Dario Valori, subentra a Palazzo Madama per il resto della IX legislatura, restando in carica dal marzo 1984 al luglio 1987.
In seguito è attivo nella Federazione italiana discipline armi sportive da caccia, dove contribuisce a risollevare la disciplina tiravolistica del Percorso di Caccia Itinerante.
Nel 1999 viene candidato a sindaco di Spoleto dal neonato Partito dei Comunisti Italiani, ottenendo il 4,14% dei voti e mancando l'elezione a consigliere comunale per un solo voto.
Muore all'età di 79 anni l'8 febbraio 2019.